# E3 Saxo Classic 2025
La E3 Saxo Classic 2025, sessantasettesima edizione della corsa e valevole come undicesima prova dell'UCI World Tour 2025 categoria 1.UWT, si svolse il 28 marzo 2025 su un percorso di 208,8km, con partenza e arrivo da Harelbeke, in Belgio. La vittoria è stata ad appannaggio dell'olandese Mathieu van der Poel, il quale completò il percorso in 4h38'11", alla media di 45,035km/h, precedendo il danese Mads Pedersen e l'italiano Filippo Ganna.

## Squadre e corridori partecipanti
| N.      | Cod. | Squadra                    |
| ------- | ---- | -------------------------- |
| 1-7     | ADC  | Alpecin-Deceuninck         |
| 11-17   | UAD  | UAE Team Emirates XRG      |
| 21-27   | TVL  | Team Visma-Lease a Bike    |
| 31-37   | SOQ  | Soudal Quick-Step          |
| 41-47   | IWA  | Intermarché-Wanty          |
| 51-57   | XAT  | XDS Astana Team            |
| 61-67   | TBV  | Bahrain Victorious         |
| 71-77   | RBH  | Red Bull-Bora-Hansgrohe    |
| 81-87   | COF  | Cofidis                    |
| 91-97   | DAT  | Decathlon AG2R La Mondiale |
| 101-107 | EFE  | EF Education-EasyPost      |
| 111-117 | GFC  | Groupama-FDJ               |
| 121-127 | IGD  | Ineos Grenadiers           |

| N.      | Cod. | Squadra                |
| ------- | ---- | ---------------------- |
| 131-137 | LTK  | Lidl-Trek              |
| 141-147 | MOV  | Movistar Team          |
| 151-157 | TPP  | Team Picnic PostNL     |
| 161-167 | JAY  | Team Jayco AlUla       |
| 171-177 | ARK  | Arkéa-B&B Hotels       |
| 181-187 | LOT  | Lotto                  |
| 191-197 | IPT  | Israel-Premier Tech    |
| 201-207 | UXM  | Uno-X Mobility         |
| 211-217 | TUD  | Tudor Pro Cycling Team |
| 221-227 | TEN  | TotalEnergies          |
| 231-237 | Q36  | Q36.5 Pro Cycling Team |
| 241-247 | TFB  | Team Flanders-Baloise  |

## Ordine d'arrivo (Top 10)
| Pos. | Corridore            | Squadra  | Tempo    |
| ---- | -------------------- | -------- | -------- |
| 1    | Mathieu van der Poel | Alpecin  | 4h38'11" |
| 2    | Mads Pedersen        | Lidl     | a 1'05"  |
| 3    | Filippo Ganna        | Ineos    | a 2'04"  |
| 4    | Casper Pedersen      | Soudal   | a 2'33"  |
| 5    | Jasper Stuyven       | Lidl     | s.t.     |
| 6    | Stefan Küng          | Groupama | s.t.     |
| 7    | Aimé De Gendt        | Cofidis  | s.t.     |
| 8    | Tim Wellens          | UAE      | a 2'35"  |
| 9    | Matteo Jorgenson     | Visma    | a 2'38"  |
| 10   | Mike Teunissen       | XDS      | a 2'43"  |